# 🍋
🍋 is een teken uit de Unicode-karakterset dat een citroen voorstelt. Het teken werd in 2010 standaard onderdeel van Unicode 6.0. Met het teken wordt zowel het fruit bedoeld als frustraties, ontevredenheid of een zuur karakter.
In 2016 werd het citroenteken massaal op sociale media gebruikt als positieve reactie op het album Lemonade van zangeres Beyoncé.

## Codering

### Unicode
In Unicode vindt men de 🍋 onder de code U+1f34b (hex).

### HTML
In HTML kan men in hex de volgende code gebruiken: &#127819;

### Shortcode
In software die shortcode ondersteunt, kan het karakter worden opgeroepen met de code :lemon:.